# Majoros Bence
Majoros Bence (Debrecen, 1997. július 28. –) magyar asztaliteniszező.

## Pályafutása
2005-ben a Nyírbátori ASE-ben kezdett asztaliteniszezni. 2015-ben a TTC Weinheim harmadosztályú csapatába igazolt. 2015-ben az ifjúsági Európa Top 10 bajnokságon harmadik lett. 2016-ban a Borussia Dortmund játékosa lett. 2016-ban Szita Márton párosban felnőtt magyar bajnok lett. A 2016-os Európa-bajnokságon Ecseki Nándorral párban a főtábla első fordulójában kiesett. 2017-ben a horvát Tomislav Pucarral ezüstérmes lett párosban az U21-es Európa-bajnokságon. 2017-ben ismét magyar bajnokságot nyert párosban, ezúttal Ecsekivel. A világbajnokságon bekerült a magyar csapatba, de az azonos időben zajló érettségi miatt nem indult. Szeptemberben tagja volt az Eb-n huszadik helyen végzett csapatnak. 2018 januárjában második volt a budapesti U21 World Tour versenyen. A 2018-as magyar asztalitenisz-bajnokságon egyesben és Pergel Szandrával az oldalán vegyes párosban nyert magyar bajnokságot. A csapat világbajnokságon 24. helyen végzett a válogatottal. A vb után -84 helyet javítva- 110. volt a világranglistán. Az Európa-bajnokságon nem jutott a főtáblára, vegyespárosban Póta Georginával az első fordulóban kiestek. A 2019-es világbajnokságon egyesben és párosban (Lakatos Tamás) az első, vegyespárosban (Bálint Bernadett) a második fordulóban kiesett. A csapat Európa-bajnokságon a válogatott nem jutott tovább a selejtezőből. 2021 márciusában, a dohai selejtezőn olimpiai kvótát szerzett. Az Európa-bajnokságon nem indult. A tokiói olimpián a 2. fordulóban 4-1-re kikapott a dán Jonathan Grothtól és kiesett.

## Eredményei
Magyar bajnokság
- Egyes
  - aranyérmes: 2018
  - bronzérmes: 2016, 2019
- Férfi páros
  - aranyérmes: 2016, 2017
  - bronzérmes: 2018
- vegyes páros
  - aranyérmes: 2018

## Díjai, elismerései
- Az év magyar asztaliteniszezője (2018,[12] 2021)[13]